# 國家安全志願軍
通顿马库特，是海地總统弗朗索瓦·杜瓦利埃于1959年創建的準軍事组织和秘密警察部队。海地人称呼他們為，指海地神话中的「麻袋叔叔」，大人恐嚇頑皮的孩子他們會綁架頑劣兒童，把他们装进麻袋（macoute）中带走，作为早餐吃掉。通顿马库特以其残暴、国家恐怖主义行为和暗杀活动而臭名昭著。1970年，该民兵组织更名为“国家安全志愿军”（法語：Volontaires de la Sécurité Nationale，简称VSN）。虽然该组织在1986年正式解散，但其成员仍继续在国内制造恐怖事件。

## 历史

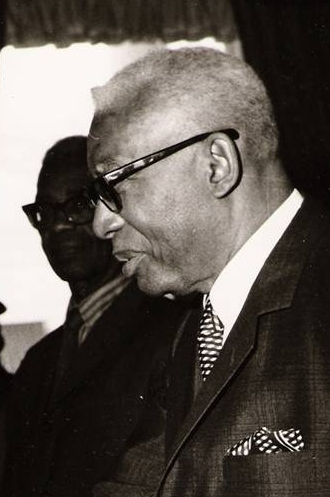
由于担心正规军对其造成威胁，杜瓦利埃创建了通顿马库特

1958年7月，海地发生针对总统弗朗索瓦·杜瓦利埃的政变未遂事件后，他对军队和执法机构进行了大清洗，处决了许多被视为对其政权构成威胁的军官。为应对此类局势，他创建了一支直属于自己的军事力量，并先后以多个名称存在。1959年，这支准军事部队被称为“卡古拉尔”（Cagoulards，意为“蒙面人”）。随后改名为“平民民兵”（Milice Civile），1962年以后，又被称为“国家安全志愿军”（Volontaires de la Sécurité Nationale，简称VSN）。当人们开始无故失踪或被发现遭到杀害时，这支部队开始被民众称作“通顿马库特”。这一组织只听命于杜瓦利埃本人。
杜瓦利埃授权通顿马库特实施系统性的暴力、恐怖主义和侵犯人权行为，以镇压政治反对派。他们在海地犯下了无数起谋杀和强奸案，具体数字无法统计。政治反对者常常一夜之间失踪，有时甚至在光天化日之下遭到袭击。通顿马库特曾用石头将人砸死或将人活活烧死。他们常常公开展示受害者的尸体，通常将其挂在树上，以此向公众发出警告：反对者的下场就是如此。试图将亲人遗体收回并妥善安葬的家属，往往也会神秘失踪。任何挑战国家安全志愿军的人都面临被暗杀的危险。这种毫无节制的国家恐怖主义伴随着领导层的腐败、敲诈勒索和私利膨胀。通顿马库特的受害者可以是最贫困社区中曾支持过反对派政客的妇女，也可以是拒绝屈服于勒索威胁的商人（这些“捐款”表面上是用于公共工程，实际上却成为腐败官员乃至杜瓦利埃本人的牟利来源）。在其存在期间，通顿马库特共杀害了约3万至6万名海地人。
卢克纳·康布隆在20世纪60年代至70年代初领导了通顿马库特。由于其极端残忍，他被称为“加勒比吸血鬼”。他通过恐吓勒索的方式，从当地人身上抽取血浆转卖牟利。康布隆通过其公司“加勒比血液”（Hemocaribian）进行这一买卖，每月向美国实验室出口多达五吨血浆。此外，他还从海地医院以每具3美元的价格购入尸体，转卖给医学院作为解剖材料。当医院无法提供尸体时，他就转而向本地殡仪馆购买。
1971年，杜瓦利埃死后，他的遗孀西蒙妮和儿子让-克洛德·杜瓦利埃将康布隆流放出境。康布隆随后移居美国佛罗里达州的迈阿密，并在那里一直生活，直到2006年去世。
1957年，弗朗索瓦·杜瓦利埃上台时，伏都教在经历多年被受过教育者摒弃之后，正逐渐被知识分子和“格里奥”重新视为真正的海地文化而受到推崇。通顿马库特深受伏都教传统影响。他们穿着牛仔布制服，模仿的是农民守护神阿扎卡·梅德的衣着风格。他们随身携带并使用弯刀（砍刀），象征伏都传统中的伟大战神——奥贡。
一些最重要國家安全志願軍的成員是巫毒教祭司，這個宗教信仰給公眾眼中的國家安全志願軍超凡脫俗的權威感。从行事方式到服装选择，伏都教始终在这支准军事组织的行动中扮演着重要角色。通顿马库特通常身穿草帽、蓝色牛仔布衬衫和墨镜，手持开山刀与枪械。他们对超自然力量的暗示以及独特的外在形象，都是用来在普通百姓中，甚至在政治反对者中，制造恐惧与敬畏的手段。他们“通顿马库特”这一称号，正是取自海地传说中的妖怪——“麻袋叔叔”，据说这个怪物会将小孩装进麻袋（macoute）中带走，永不归还。
1961年，杜瓦利埃举行总统公投，官方公布的投票结果是“荒谬且欺诈性的”1,320,748票赞成、0票反对，借此让他成功连任。在这场公投中，通顿马库特在各个投票站无处不在，气氛充满威胁。1964年，杜瓦利埃又举行了一次宪法公投，宣布自己为终身总统。通顿马库特再次大规模出现在投票现场，以暴力和恐吓手段确保投票结果符合杜瓦利埃的意愿。

## 残留影响
自1985年起，美国开始停止对海地的援助，仅在一年内就削减了将近一百万美元的资金。尽管如此，小杜瓦利埃政权仍继续维持统治，甚至为通顿马库特举办了一场全国性的庆典。1985年7月29日被定为通顿马库特日。在这一天的庆典中，该组织获得了新制服，并受到了小杜瓦利埃内阁全体成员的隆重表彰。在这种狂热气氛下，通顿马库特走上街头，以“庆祝”为名开枪射杀了27人。
通顿马库特资金短缺的根本原因在于援助资金被杜瓦利埃家族截留。据估计，杜瓦利埃王朝有时会吞下多达80%的国际援助，而只用其中约45%来偿还国家债务。这种情况一直持续到小杜瓦利埃逃离海地为止。小杜瓦利埃最终携带约9亿美元的资产出逃，留下通顿马库特孤立无援、自生自灭。
即便小杜瓦利埃于1986年下台，通顿马库特仍在反杜瓦利埃抗议运动高潮期间继续活动。此后十年间，由通顿马库特衍生出的准军事组织仍不断发动屠杀。在1990年代，最令人恐惧的准军事团体是海地发展进步阵线（FRAPH）。《多伦多星报》记者琳达·迪贝尔形容该组织是“现代版的通顿马库特”，而不是其自称的合法政党。
由埃马纽埃尔·康斯坦领导的FRAPH与通顿马库特的不同之处在于，它并不效忠于某一位独裁者，而是与海地的正规军队进行合作。此外，FRAPH的势力范围远远超出了海地国家本身，其办事机构一度遍布纽约市、蒙特利尔和迈阿密。该组织直到1994年才被解除武装并正式解散。